# Japanese National Railways
Japanese National Railways (japanska: 日本国有鉄道?, Nihon Kokuyū Tetsudō) ofta förkortat JNR eller (japanska: 国鉄?, Kokutetsu) var det statliga nationella järnvägsbolaget i Japan från bolagiseringen av den statliga järnvägen 1949 till 1987 då det delades upp i bolagen i samarbetet Japan Railways.

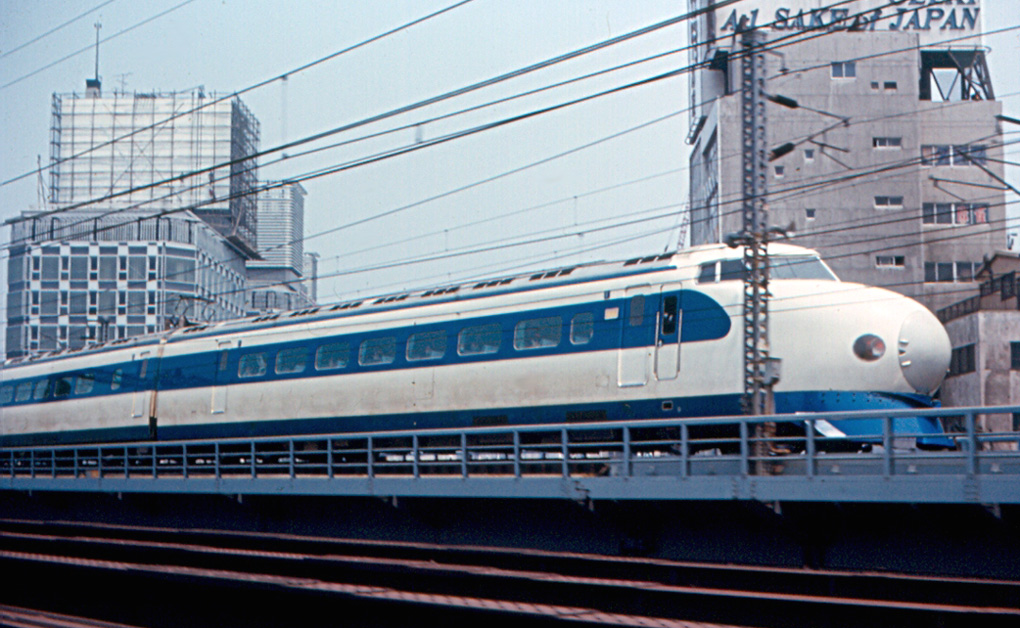
Shinkansen i Tokyo

## Historia
Sedan den första järnvägen i Japan öppnade mellan Shimbashi och Yokohama 1872, ökade behovet av järnvägstransporter snabbt. Den japanska staten hade inte resurser att bygga ut et extensivt nät men var välvilliga till privata initiativ och en snabb utbyggnad av järnvägsnätet följde, mestadels av privata bolag. Militären ville ha ett bättre sammanhängande statligt järnvägsnät för sitt ökade transportbehov och 1906 antogs en lag om att köpa upp och förstatliga många japanska järnvägar och inom 2 år hade 17 bolag köpts upp och det statliga järnvägsnätet ökade från 2500 km till 7150 km och marknadsandelen från mindre än 50% till minst 90%.
Efter andra världskriget under ockupationsstyret från de allierade instruerades den japanska regeringen att bolagisera flera statliga verksamheter. General Douglas MacArthur skrev ett brev den 22 juli 1948 till regeringen där han dikterade bolagisering av den statliga järnvägen och mindre än ett år senare bildades Japanese National Railways 1 juli 1949.
Under efterkrigstiden dominerade järnvägarna transporterna i Japan med 52% av godstrafiken och 92% persontrafiken framför allt på grund av avsaknad av andra transportmedel. JNR använde till slutet av 1940-talet till största delen ånglok för att driva tågen och hade en liten andel banor elektrifierade, medan de privata järnvägarna i landet hade större andelar elektrifierat. Under 1950- och 1960-talen satsade JNR på att bygga ut kapaciteten på huvudlinjerna genom att anlägga dubbelspår, elektrifiera och dra om linjer med stora lutningar. Den första huvudlinje att bli elektrifierad vad Tokaidolinjen mellan Tokyo och Osaka som var klar 1956.
Ett större problem var dock att den redan då var vid utnyttjad till sin kapacitetsgräns. 1958 tillsattes en statlig utredning för att se hur man skulle kunna öka denna. Utredningen kom fram till att det bästa var att bygga en ny normalspårig höghastighetslinje dedikerad för snabba passagerartåg, JNR:s styrelseordförande Shinji Sogo var drivande i detta. Projektet blev mycket högt prioriterat, konstruktion startade 1959 och Tokaido Shinkansen stod färdig 10 oktober 1964 till de olympiska spelen i Tokyo. Samma år blev elektrifieringen av nästa större huvudlinje klar, Sanyolinjen. Shinkansen blev en succé och ökade det internationella anseendet för japansk järnvägsteknologi.
JNR var politiskt styrt och kunde inte stå emot den politiska pressen att göra stora investeringar i olönsamma projekt. Flera nya Shinkansen byggdes, broar och tunnlar för att knyta ihop de japanska öarna, den längsta Seikantunneln mellan Honshu och Hokkaido. Till skillnad från Tokaido Shinkansen fanns inte lönsamhet i de nya linjerna till mindre befolkade delar av landet. Satsningarna lånefinansierades, underskottet eskalerade under 1970-talet och 1982 kom det första tunga förslaget om att dela upp och privatisera bolaget. En kommitté tillsattes för att utreda hur detta skulle kunna gå till och presenterade i en rapport 1985 en uppdelning av bolaget i 6 regionala persontrafikbolag, ett nationellt fraktbolag och några mindre bolag för de mindre verksamheterna (buss- och färjetrafik), dessutom ett holdingbolag för Shinkansen och ett för markinnehaven samt en fond för trafikbolagen i de mest perifera områdena som inte beräknades kunna nå överskott på lång tid. I stort sett genomfördes kommitténs förslag och JNR uppdelades 1 april 1987 i de nya trafikbolagen i samarbetet Japan Railways. De fyra då existerande shinkansenlinjerna Tokaido Shinkansen, Sanyo Shinkansen, Tohoku Shinkansen  och Joetsu Shinkansen överfördes till nybildade Shinkansen Holding Corporation som leasade ut banorna till trafikbolagen.